# Yattaman
Yattaman (タイムボカンシリーズ ヤッターマン?, Taimu Bokan Shirīzu Yattāman, lett. "Time Bokan Series: Yattaman") è un anime giapponese prodotto nel 1977 dalla Tatsunoko, appartenente alle serie Time Bokan, di cui è la seconda e la più famosa.
Nel 2008 in Giappone è stato prodotto e trasmesso un remake della serie, da cui è stato anche tratto un film live action omonimo del 2009 diretto dal regista Takashi Miike. Nel 2015, per la celebrazione del 40º anniversario del franchise Time Bokan, è stata trasmessa in Giappone un'altra serie televisiva anime, basata su Yattaman, dal titolo Yoru no Yatterman.
La prima trasmissione in Italia è avvenuta su Rete 4 nel 1983 in seguito divenuta popolare grazie alle numerose repliche effettuate da diverse syndication e svariate televisioni locali sino alla metà degli anni '90. Il remake della serie è giunto in Italia nel 2016 su Man-ga in versione sottotitolata, mentre è stato successivamente pubblicato doppiato su Prime Video nel corso del 2022. 

## Trama
La storia si svolge negli anni ottanta in un periodo di tempo lungo alcuni anni. Il terzetto di ladri e truffatori conosciuto come Trio Dorombo, il cui simbolo è un teschio, viene contattato e "arruolato" da Dokurobeh, 
un misterioso e potentissimo personaggio che si presenta loro sempre e solo in voce, collocata all'interno di un oggetto diverso di volta in volta, con impresso un teschio, che poi al termine della spiegazione, esplode.
Il loro compito, da quel momento, sarà trovare tre dei quattro frammenti (uno è già in possesso di Dokurobeh) della pietra Dokrostone, riuniti i quali si potrà ottenere un favoloso tesoro (il gran filone d'oro citato nella sigla italiana). Il Trio Dorombo inizia così a organizzare l'ennesima truffa per poter racimolare i soldi necessari alla realizzazione del robot da combattimento che li porterà nel luogo dove secondo Dokurobeh "dovrebbe" esserci un frammento della pietra. Inutile dire che l'intuizione del cattivo nella maggior parte dei casi si rivelerà sbagliata.
Ma i tre non hanno fatto i conti con i paladini della giustizia, gli Yattaman (due ragazzini di nome Gan e Ai, detti anche Yatta1 e Yatta2), che scoprono i loro piani e li inseguono con i loro robot a forma di animali. Giunti nel luogo prescelto, le due formazioni si scontrano, prima fisicamente e poi per mezzo dei rispettivi automi. Gan ha come arma una Kendama, con la quale colpisce uno dei tre nemici e, premendo un tasto, scatena una scossa elettrica, così come Ai ha un bastone telescopico dal quale escono scosse elettriche. Alla fine, più per la stupidità o la sfortuna dei cattivi che per la bravura dei buoni, il bene trionfa. Il trio Dorombo si riavvia mesto verso casa a bordo di un tandem, ma le loro sofferenze non sono finite: Dokurobeh, collegato a loro tramite un altoparlante a forma di teschio installato sulla bici, è scontento di loro ed elargisce di volta in volta una terribile punizione a distanza. Alcune volte li trasforma in tre oche e li fa inseguire da un lupo, oppure trasforma il terreno su cui poggiano i piedi in sabbie mobili, fa apparire delle scarpe molleggianti ai loro piedi, telecomanda il tandem a distanza fino a condurli nel luogo della punizione (ad esempio un cimitero spaziale) e altro ancora. I tre, dalla disperazione, maledicono Dokurobeh.
Questo esilarante canovaccio si ripete per tutte le puntate della serie, sino all'ultima, dove uno stupito Trio Dorombo riesce a mettere insieme la Dokrostone e ne scopre l'insospettabile legame con Dokurobeh. Quest'ultimo, infatti, è in realtà un alieno a forma di teschio, che si era rotto in pezzi atterrando sulla Terra: la Dokrostone in realtà è il suo corpo, che il trio Dorombo ha quindi ricomposto, e ora Dokurobeh potrà tornare finalmente sul suo pianeta. Scopriranno, dopo aver consegnato l'ultimo pezzo della pietra Dokrostone la vera identità del loro capo, e che il famoso tesoro non è mai esistito.
Il trio, dopo aver capito di essere stato ingannato, decide di separarsi prendendo 3 sentieri diversi. Ma si riuniranno di nuovo perché i tre sentieri si riunificano in una sola strada.
Nella serie remake, la trama è molto simile a quella originale, solo che lo scopo della ricerca del Trio Dorombo sono invece gli anelli Dokuro Ring, che se raccolti tutti possono far esprimere qualsiasi desiderio.

## Differenza con le altre serie
Nonostante le serie Time Bokan abbiano come tratto distintivo il viaggio spaziotemporale, proprio Yattaman che di esse è la serie più popolare, non fa mai un uso esplicito di questo espediente narrativo: le Yatta-macchine non sono definite macchine del tempo, e gli Yattaman raggiungono la loro meta solo per mezzo dei loro veicoli, spostandosi cioè nello spazio. In realtà alcuni viaggi sono apparentemente inspiegabili, dato che i luoghi di destinazione sono tratti da fiabe popolari o leggende, oppure sono chiaramente collocabili nel passato o nel futuro (il che quindi effettivamente presupporrebbe un viaggio nel tempo). Esiste un'eccezione: in un episodio viene effettuato un viaggio nel tempo vero e proprio, anche se per mezzo della magia: tutta la puntata è in realtà un omaggio alla serie precedente, La macchina del tempo, che introduceva appunto il concetto di viaggio temporale.

## Personaggi
Di seguito sono elencati i vari personaggi di questa serie, con i nomi originali giapponesi tra parentesi. Il doppiaggio italiano della serie del 1977 ha alterato i nomi di alcuni personaggi e anche del gruppo del Trio Dorombo, che viene chiamato "Trio Drombo". L'adattamento del remake mantiene invece i nomi originali. 

### Protagonisti
Gan Takada (高田 ガン?, Takada Gan, Ganchan nel doppiaggio italiano della serie originale)
Doppiato da:
- Serie originale: Yoshiko Ohta (ed. giapponese), Marco Joannucci (1ª voce, ep 1-54), Alessio Cigliano (2ª voce, ep 55-108) (ed. italiana)
- Remake: Hiroyuki Yoshino (ed. giapponese) Jacopo Calatroni[5] (ed. italiana)

Ha 17 anni ed è un ragazzo dotato di un eccezionale talento per la meccanica, modifica Yatta Can, un robot a forma di cane costruito dal padre (ex designer di giocattoli), e lo trasforma in un'eccezionale macchina da combattimento; in seguito creerà le altre Yatta-Macchine per contrastare il Trio Dorombo. Combatte con il nome di Yatta1 e la sua arma è un kendama in grado di lanciare scosse elettriche, il cosiddetto Kendamagic (ribattezzato nel doppiaggio della serie originale alternativamente come sfera spaziale o palla a racchetta). Nel remake viene caratterizzato come un personaggio svogliato e irresponsabile.
Ai Kaminari (上成 愛?, Kaminari Ai, Janet nel doppiaggio italiano della serie originale)
Doppiata da:
- Serie originale: Mari Okamoto (ed. giapponese), Beatrice Margiotti (1ª voce, ep 1-54), Antonella Rendina (2ª voce, ep 55-108) (ed. italiana)
- Remake: Shizuka Ito (ed. giapponese), Martina Felli[5] (ed. italiana)

Ha 18 anni ed è la fidanzata di Gan, combatte insieme a lui contro il Trio Dorombo. Cela la sua identità dietro lo pseudonimo di Yatta2. La sua arma è un bastone paralizzante che emette scariche elettriche (chiamato bastone paralizzante nella serie originale e bastone fulminante nel remake). Nel remake ha la tendenza a descrivere le proprie sensazioni in percentuali ed è più responsabile di Gan.
Omotchama (オモッチャマ?, Omocchama, Robbie-Robbie nel doppiaggio italiano della serie originale)
Doppiato da:
- Serie originale: Reiko Katsura (ed. giapponese), Giovanni Brusatori (1ª voce, ep 1-54), Marco Joannucci (2ª voce, ep 55-108) (ed. italiana)
- Remake: Chiaki Takahashi (ed. giapponese), Serena Clerici[5] (ed. italiana)

Robottino tuttofare costruito da Gan. Mascotte degli Yattaman, li aiuta in battaglia somministrando alle Yatta-macchine un tonico in grado di renderle più potenti. Il suo corpo è a forma di dado (che viene utilizzato nella scelta delle macchine robot di volta in volta), nel quale può far rientrare la testa e gli arti, come una tartaruga nel suo guscio.
Nella versione originale della serie termina tutte le sue battute con la frase "da-koron" (resa nel doppiaggio italiano del remake con "punto" o "punto esclamativo" a seconda della situazione).

### Trio Dorombo
Doronjo (ドロンジョ?, Doronjo, Miss Dronio nel doppiaggio italiano della serie originale)
Doppiata da:
- Serie originale: Noriko Ohara (ed. giapponese), Emanuela Fallini (1ª voce, ep 1-24), Margherita Sestito (2ª voce, ep 25-54), Carla Comaschi (3ª voce) (ed. italiana)
- Remake: Noriko Ohara (ed. giapponese), Beatrice Caggiula[5] (ed. italiana)

26 anni, aspirante attrice e capo del Trio Dorombo. Una donna determinata a perseguire i propri scopi ma anche piuttosto irascibile, di solito scatena le sue ire sui suoi sottoposti. Dronio è single, in cerca di marito, e verso la fine della serie inizierà a subire il fascino di Yatta1, finendo per tifare per lui in certi casi. A metà cartone animato i suoi scagnozzi, inizialmente attratti dal suo fascino, prendono a disprezzarla e deriderla per via delle prime rughe, e i buoni protagonisti tentano di spiegarle che per avere un bell'aspetto bisogna innanzitutto avere dei buoni sentimenti. Il suo vero nome è Hiroko Sasagawa.
Boyakki (ボヤッキー?, Boyacky)
Doppiato da:
- Serie originale: Jōji Yanami (ed. giapponese), Bruno Cattaneo (ed. italiana)
- Remake: Jōji Yanami (ed. giapponese), Luca Ghignone[5] (ed. italiana)

25 anni, progettista e costruttore dei macchinari da guerra del Trio Dorombo. Allampanato, curvo, baffuto, dentuto e decisamente sfortunato, l'ingegnere del gruppo è perdutamente innamorato (non ricambiato) di Miss Doronjo, che spesso preferisce usarlo come punching ball umano, anche se per sua ammissione lui ha un debole per le ragazze liceali. Pur essendo molto brutto, dice di avere al suo seguito moltissime ammiratrici.
Tonzula (トンズラー?, Tonzurā)
Doppiato da:
- Serie originale: Kazuya Tatekabe (ed. giapponese), Giorgio Del Bene (1ª voce, ep 1-54), Alessio Cigliano (2ª voce, ep 55-108) (ed. italiana)
- Remake: Kazuya Tatekabe (ed. giapponese), Francesco Rizzi[5] (ed. italiana)

30 anni, uomo di fatica del Trio. Un personaggio goffo e sgraziato, bassissimo e dalla barba trascurata, ma fortissimo, affianca Boyakki nei combattimenti corpo a corpo con gli Yattaman.
Dokurobeh (ドクロベー?, Dokurobē, Dottor Dokrobei nel doppiaggio italiano della serie originale)
Doppiato da:
- Serie originale: Junpei Takiguchi (ed. giapponese), Bruno Cattaneo (ed. italiana)
- Remake: Junpei Takiguchi (ed. giapponese), Giovanni Battezzato[5] (ed. italiana)

Misterioso personaggio che si autodefinisce "il re dei ladri" (dio dei ladri in originale); similmente al Charlie di Charlie's Angels, non si fa mai vedere e invia le sue istruzioni al Trio per mezzo di messaggi registrati che si autodistruggono, per poi infliggere loro delle punizioni più o meno crudeli dopo ogni loro sconfitta, anche se egli stesso ammette che alle volte dà loro informazioni sbagliate per il sadico gusto di punirli.
Il suo nome si lega al simbolo del Trio Dorombo, un teschio (dokuro, in giapponese). L'ultimo episodio rivela che il Dokurobeh mostrato è soltanto un androide: Dokurobeh era un alieno che, vagando nello spazio rimase coinvolto nell'esplosione in cui nacque la Terra che spezzò il suo corpo (la Dokrostone appunto) in quattro parti, che si sparsero per tutto il pianeta. Una volta ricostruito il corpo, Dokurobeh ritorna sul suo mondo.
 Come Omotchama anche lui in originale finisce le sue battute con una frase: "da-beh" (resa nel doppiaggio italiano del remake come "è vero?").
La popolarità dei "cattivi" della serie raggiunse un punto tale che in alcune puntate i robot del Trio Drombo sono ispirati ai disegni inviati dai fan, con tanto di foto degli stessi mostrati durante la puntata e ringraziamenti da parte di Boyakki. Ciò fu possibile grazie al fatto che in Giappone le puntate degli anime vengono trasmesse una a settimana e non una al giorno come in Italia, dando dunque tempo ai produttori di "adattare" la storia volta per volta; ciò si nota anche nell'affermazione degli Yatta robot "ed ora, signore e signori, ecco a voi i robot sorpresa della settimana!".

### Introdotti nel remake
Dokubon (ドクボン?, Dokubon)
Doppiato da: Yūko Sanpei (ed. giapponese), Veronica Cuscusa (ed. italiana)
Il nipotino di Dokurobei, che questo lascia col Trio Dorombo nell'episodio 35 (31 nell'edizione occidentale) dopo aver rivelato loro che i Dokuro Ring in realtà non sono 5 ma 10. Sempre a cavallo della maialina robot Neeton, Dokubon è un bambino dispettoso che spesso fa scherzi ai Dorombo e talvolta li inganna per andare a cercare i Dokuro Ring per conto proprio. Possiede un bastone che gli permette di scansionare i presunti Dokuro Ring per controllare se siano veri o falsi, comunicare col nonno e persino imitarne la voce. È innamorato di Ai.
Condivide col nonno l'intercalare "da-beh" ("è vero?" nel doppiaggio italiano) alla fine delle frasi.
Neeton (ネエトン?, Neeton)
Doppiata da: Chiaki Takahashi (ed. giapponese), Jenny De Cesarei (ed. italiana)
La maialina robot volante di Dokubon, che questo usa come mezzo di trasporto.

### Dokuro Ring Hunter
I Dokuro Ring Hunter sono un gruppo di antagonisti introdotti nel remake della serie. Sono un gruppo di persone intenzionata a raccogliere i Dokuro Ring per motivi sconosciuti, guidati da un misterioso capo che si presenta con l'aspetto di uno scheletro robot che indossa un mantello. Alla fine della serie il loro capo si rivela essere Dokubon, il nipotino di Dokurobei, che ha usato il resto del gruppo come mera manovalanza per poter recuperare i Dokuro Ring più velocemente qualora i Dorombo non fossero bastati da soli.
Luis e Thane De Medaci
Doppiati da: Yukitoshi Tokumoto (Luis, ed. giapponese), Daisuke Kishio (Thane, ed. giapponese), Renato Novara (Luis, ed. italiana), Federico Zanandrea (Thane, ed. italiana)
Una coppia di fratelli gemelli dall'aspetto affascinante, armati rispettivamente di frusta e stocco. Appaiono per la prima volta quando gli Yattamen e i Dorombo si trovano a Venezia alla ricerca di un Dokuro Ring: in tale occasione i due rapiscono Ai e Thane cerca di sedurla per convincerla a lasciargli lo scudo che apparentemente contiene il Dokuro Ring. I due riescono ad ottenere lo scudo quando è Gan a cederlo loro come pagamento per poter avere Ai libera, ma alla fine i Dorombo riescono a sottrarglielo e questo si rivela essere un falso.
I due fratelli riappaiono negli episodi finali, dove Thane, assieme al capo della squadra e al fantasma di Leonardo Da Vicì, riesce a sconfiggere gli Yattaman e a impossessarsi dell'ultimo Dokuro Ring. In tale frangente viene rivelato che Luis lavora come commesso da Mc Donald's.
Chiruchiru Michiru Michitarinu
Doppiata da: Marina Inoue (ed. giapponese), Ilaria Silvestri (ed. italiana)
Ricercatrice interessata all'ottenimento dei Dokuro Ring per poterli studiare personalmente, grazie alle sue ricerche ha conoscenza pressoché enciclopedica sia sugli Yattaman che sui Dorombo. Appare alle Hawaii, dove si finge alleata degli Yattamen per farli cadere in delle trappole e ucciderli, ma per una serie di coincidenze fortuite tutti i suoi tentativi falliscono. Finisce tuttavia per innamorarsi di Gan e decide di lasciare che sia lui a prendere il Dokuro Ring nascosto nella roccia del Re Kamehameha. Tuttavia i Dorombo anche stavolta si impossessano per primi dell'anello, che si rivela comunque essere l'ennesimo falso.
Nelle puntate finali viene rivelato che Michiru lavora come segretaria d'ufficio.
Muscle Gottem
Doppiato da: Jefferson Utanes (ed. giapponese), Matteo Brusamonti (ed. italiana)
Capocantiere americano estremamente orgoglioso della propria muscolatura, che spesso perde tempo a elogiare uno per uno ogni singolo muscolo del suo corpo. Si presenta quando i Dorombo stanno cercando uno specchio sacro che potrebbe nascondere un Dokuro Ring: nel tentativo di dimostrarsi migliore di loro finisce tuttavia per riportare alla luce diversi reperti che non c'entrano nulla con il suddetto specchio. Quando l'eclissi solare rivela l'esatta ubicazione dello specchio, Gottem usa un esoscheletro a forma di talpa per poter scavare ad armi pari con Yatta Talpa e il robot bulldozer dei Dorombo. Nonostante venga fatto saltare in aria dai robot sorpresa di Yatta Talpa, riesce comunque a impossessarsi dello specchio, che era un effettivo Dokuro Ring.
Barbara
Doppiata da: Miyuki Ichijou (ed. giapponese), Alessandra Karpoff (ed. italiana)
Eccentrica chiaroveggente che va in giro con uno zaino ad elica per volare. Riesce a ipnotizzare e controllare chiunque semplicemente ruotando il dito verso qualcuno e pronunciando una formula in rima in cui viene alternata la frase "Barbara Barbara" agli ordini che lei vuole impartire. Riesce a ipnotizzare Ai per costringerla a sposare Dokubon e ipnotizza anche gli Yatta Robot per impedire loro di aiutare Gan. Gan riesce comunque a salvare Ai con l'aiuto di Neeton (la maialina volante di Dokubon che odia Ai e vuole Dokubon tutto per sé) e Yatta Dragon, ma Barbara riesce a prendere il controllo del robot dei Dorombo come ultima risorsa per potersi impossessare del Dokuro Ring. Fallendo nella sua missione, finisce per essere coinvolta nella punizione che Dokurobei infligge ai Dorombo.
Leonardo Da Vicì
Doppiato da: Joji Yanami (ed. giapponese), Luca Ghignone (ed. italiana)
Artista rinascimentale il cui fantasma viene evocato da Barbara come ultima risorsa per poter ottenere i Dokuro Ring. Assomiglia a una versione più anziana di Boyakki, oltre ad essere una parodia di Leonardo Da Vinci. Crea il robot noto come Uomo Vespasiano, il cui aspetto ricorda allo stesso tempo l'Uomo Vitruviano, la Gioconda e lo stesso Leonardo, unendo il suo genio alle ricerche di Michiru e alla manovalanza di Gottem. Il robot riesce quasi a sconfiggere tutti gli Yatta Robot, ma Yattacan si trasforma in Yatta King e riesce a tenergli testa. Nel mentre le lusinghe del capo fanno sì che il fantasma di Leonardo trascenda e vada in paradiso, abbandonando la cabina di pilotaggio e lasciando quindi il robot inerte.
Nel doppiaggio italiano, Leonardo Da Vicì parla con uno spiccato accento toscano.

## Armi e dotazioni
Yattacan/Yatta King (ヤッターワン/ヤッターキング?, Yattā Wan/Yattā Kingu)
Doppiato da:
- Serie originale: Masaru Ikeda (ed. giapponese), Marco Joannucci (1ª voce, ep 1-54), Alessio Cigliano (2ª voce, ep 55-108) (ed. italiana)
- Remake: Koichi Yamadera (ed. giapponese), Massimo Triggiani[5] (ed. italiana)

Un incrocio fra un enorme cane giocattolo (basato su un San Bernardo) e un camion dei pompieri, possiede una sirena, una campanella sul muso e due idranti sulle spalle, quando ingerisce il tonico a forma di osso escono da una finestrella posta sulla parte anteriore tre cagnolini che suonano un rullo di tamburi e dalla bocca escono mini robot mammiferi diversi (a volte anche formiche o dinosauretti), che vanno a distruggere la macchina robot nemica. Nell'episodio 45 viene distrutto coinvolto all'esplosione della macchina dei Drombo, Gan e Ai costruiscono un'enorme versione dello Yattacan chiamato Yatta King, in grado di contenere ben tre altri Yatta Robot autosufficienti (che cioè non necessitano di essere pilotati dagli Yattaman) a mo' di matrioska. Essi sono rispettivamente Yatta Bull, Yatta Panda e Yatta Doiler. Prima di questi conteneva Yatta Pesce. Quando ancora non li aveva, era lui a far uscire gli animaletti Yatta dalla bocca, facendo suonare però prima l'ouverture del Guglielmo Tell di Rossini dai cagnolini contenuti all'interno della botticella che porta appesa al collo. Il suo tonico è un osso, molto più grande di quello di Yattacan, nonché molto più pesante: è necessaria la forza di Omotchama per sollevarlo e spesso non basta neanche quella (specie quando il robottino a forma di dado ha le batterie un po' scariche). Verrà sostituito nell'episodio 91 da Yatta Elefante ricomparendo nell'episodio finale assieme a Yatta Pelican e Yatta Pesce.
Nel remake, Yatta King non è la semplice ricostruzione di Yattacan bensì una sua trasformazione dovuta alla fusione con Yatta Zero, duplicato creato dal padre di Gan per conto di Pa Zol, ministro del regno di Toytoy. Tale trasformazione non è permanente: dopo un breve periodo Yatta King espelle il cristallo della memoria di Yatta Zero e torna a essere il regolare Yattacan, e la trasformazione può essere eventualmente ripetuta. In questa versione Yatta King può assumere sia la posizione quadrupede dell'originale (usata principalmente per gli spostamenti) che quella bipede tipica di Yattacan per la battaglia. Combatte con una pistola ad acqua formata dagli idranti sulle spalle, il suo pettorale può diventare uno scudo e può anche usare una spada fatta di acqua solidificata che si genera dalla manichetta sulla schiena.
Yatta Pelican (ヤッターペリカン?, Yattā Perikan)
Doppiato da:
- Serie originale: Masaru Ikeda (ed. giapponese), Marco Joannucci (1ª voce, ep 1-54), Alessio Cigliano (2ª voce, ep 55-108) (ed. italiana)
- Remake: Koichi Yamadera (ed. giapponese), Massimo Triggiani[5] (ed. italiana).

Compare nell'episodio 14. Un mezzo analogo a Yattacan, con la differenza che assomiglia a un grosso pellicano ed è in grado di viaggiare sia su terra che nel cielo grazie ai suoi propulsori, quando ingerisce il tonico a forma di pesce gatto, appaiono sulla parte anteriore tre uccelli che utilizzano il becco come una tromba e dal becco escono mini robot uccelli. Dopo l'apparizione di Yatta King, Yatta Pelican non è più apparso tranne nell'episodio finale dove compaiono tutti gli Yatta Robot della serie.
Nel remake viene inizialmente progettato da Gan, che tuttavia non ha voglia e tempo di mettersi a costruirlo. In seguito a varie vicissitudini Gan viaggia nel tempo e trova Yatta Pelican completo nell'officina del se stesso, a cui lo ruba. In questa versione Yatta Pelican è presentato come la rappresentazione stereotipata di un americano, parlando con accento inglese e usando parole inglesi nelle frasi.
Yatta Pesce (ヤッターアンコウ?, Yattā Ankō)
- Serie originale: Masaru Ikeda (ed. giapponese), Marco Joannucci (1ª voce, ep 1-54), Alessio Cigliano (2ª voce, ep 55-108) (ed. italiana)
- Remake: Koichi Yamadera (ed. giapponese), Massimo Triggiani[5] (ed. italiana).

Compare nell'episodio 27. Un sottomarino a forma di rana pescatrice; gli Yattaman possono decidere se rimanere aggrappati ai lati del veicolo o entrare in una cabina di pilotaggio. Il suo tonico è un panino imbottito (un Anpan) e i mini robot (pesci, a volte anche terrestri) sono introdotti dal suono di tre pesciolini trombettieri dalle cui trombe escono delle bolle d'acqua (ragione per cui il suono risulta un po' stonato). Dopo l'apparizione di Yatta-King, appare uscendo da quest'ultimo solo nell'episodio 54 e nell'episodio finale.
Nel remake Yatta Pesce parla usando il pronome oira (attribuito solitamente ai bifolchi) e il dialetto tipico del Kansai. Il doppiaggio italiano rende questa scelta dandogli invece l'accento romano. Sempre nel doppiaggio italiano è solito entrare in scena canticchiando il coro da stadio "po popopo popo po" derivato dalla canzone Seven Nation Army dei The White Stripes.
Yatta Panda & Baby Panda (ヤッターパンダ&コパンダ?, Yattā-Panda & Yattā-Kopanda)
Doppiato da: Alessio Cigliano (Yatta Panda) e Antonella Rendina (Baby Panda) (ed. italiana)
Un panda che viaggia su un motorino e porta il suo cucciolo Baby Panda sulla testa. Quando ingerisce il tonico a forma di canna da zucchero, Baby Panda si appresta a suonare usando il germoglio di bambù nella sua bocca come un flauto. Prima apparizione ep. 69.
Yatta Bull (ヤッターブル?, Yattā Buru)
Doppiato da: Alessio Cigliano (ed. italiana)
Rappresenta un Bulldog, viaggia su ruote poste sotto le zampe anteriori, si muove con le zampe posteriori sollevate. Quando ingerisce il tonico a forma di Hot-Dog, appare un cagnolino che suona un rullo di tamburi, come succedeva per Yatta-Can.
Yatta Doiler (ヤッタードジラ?, Yattā Dojira)
Doppiato da: Alessio Cigliano (ed. italiana)
Una specie di dinosauro giallo, il cui "corpo" è in realtà un barile. Sulla sommità di esso (la "schiena" del robot) vi è una cupola che consente l'alloggio degli Yattaman. Il suo tonico è un disco di pane farcito ed il robottino che introduce i mini robot è un dinosauretto che suona una diamonica dall'interno di un uovo.
Yatta Elefante (ヤッターゾウ?, Yattā Zō)
Doppiato da: Bruno Cattaneo (ed. italiana)
Un colossale elefante robot che può volare e andare anche nello spazio. Contiene ben quattro Yatta robot: i tre già contenuti in Yatta King più Yatta Campione. A differenza di tutti gli altri, Yatta Elefante non possiede alcun tonico.
Yatta Campione (ヤッターよこづな?, Yattā Yokozuna)
Doppiato da:
- Serie originale: Alessio Cigliano (ed. italiana)
- Remake: Koichi Yamadera (ed. giapponese), Massimo Triggiani[5] (ed. italiana)

Un robot dalle sembianze di un levriero che combatte come un lottatore di sumo. Invece di avere il tradizionale robottino ad introdurre i mini-attaccanti, l'annuncio viene effettuato da un petulante gatto in kimono, che appare nel visore che si rivela sotto la piastra centrale della corazza, una volta ricevuto il tonico. Quest'ultimo è la "stella bianca", una sorta di sfera chiodata (come specificato nell'episodio 93).
Nel remake appare esclusivamente nell'episodio 27 (23 nella numerazione occidentale). In questa versione Yatta Yokozuna è un karakuri creato da Gannosuke, antenato di Gan vissuto nel periodo Edo.

### Introdotti nel remake
Yatta Rhincodon (ヤッタージンベエ?, Yattā Jinbei)
Doppiato da: Koichi Yamadera (ed. giapponese), Massimo Triggiani (ed. italiana)
Robot mezzo di trasporto dalle fattezze di uno squalo balena. Contiene al suo interno tutti gli altri Yatta Robot e manda fuori quello giusto quando è necessario (cosa annunciata solitamente con la frase "Con grande commozione, *nome dello Yatta Robot di turno* entra in azione"). Si commuove molto facilmente e spesso scoppia a piangere. Debutta nell'episodio 36 (32 nella numerazione occidentale)
Sebbene di solito non crei propri robot sorpresa, nel film viene fatta un'eccezione: qua viene rivelato che il suo tonico è un Senbei e i suoi robot sorpresa vengono annunciati da due gamberetti che suonano il triangolo.
Yatta Talpa (ヤッターもぐら?, Yattā Mogura)
Doppiato da: Koichi Yamadera (ed. giapponese), Massimo Triggiani (ed. italiana)
Robot dalle sembianze di talpa, adatto a scavare. Soffre di scarsa autostima e spesso si offende per il suo essere poco usato dagli Yattaman. Finisce molte delle sue frasi con "problemi?" ed è un amante dei giochi di ruolo. Oltre ai classici robot sorpresa della settimana, può espellere dei robot lombrico che fanno il solletico all'avversario distraendolo il tempo necessario per poter prendere il tonico (una zuppa al gratin che viene messa in un forno a microonde dentro alla sua cabina di pilotaggio) e rilasciare i robot sorpresa regolari, annunciati da tre talpe che suonano i loro nasi come fossero delle trombe. Debutta nell'episodio 39 (35 nella numerazione occidentale)
Yatta Dragon (ヤッタードラゴン?, Yattā Doragon)
Doppiato da: Koichi Yamadera (ed. giapponese), Massimo Triggiani (ed. italiana)
Robot dalle fattezze di un tipico drago cinese. All'inizio appare come un effettivo drago divino che vive in una dimensione parallela accessibile pregando al suo tempietto nella foresta, ma viene trasformato in uno Yatta Robot dopo che Gan gli dà un tonico di Yattacan nel tentativo di aiutarlo a sconfiggere il robot dei Dorombo. Successivamente potrà essere richiamato in campo da Gan grazie a una magatama che gli viene donata da Yatta Dragon stesso, ma la cosa può essere fatta solo in determinate situazioni, dipendenti sia dallo stato d'emergenza attuale che da altri fattori come le coordinate del luogo in cui lo si richiama. Il suo tonico personale è un dorayaki, mentre i suoi robot sorpresa della settimana vengono annunciati da un draghetto che suona il gong. Debutta nell'episodio 50 (46 nella numerazione occidentale).
Viene distrutto dall'Uomo Vespasiano di Leonardo da Vicì nell'episodio 58 (54 nella numerazione occidentale), ma successivamente riesce a risorgere come Yatta Dragon 2.0 nel finale della serie.
Yatta Kong e Baby Kong (ヤッターコング & ヤッターココング?, Yattā Kongu & Yattā Kokongu)
Doppiati da: Koichi Yamadera (Yatta Kong) e Chiaki Takahashi (Baby Kong) (ed. giapponese), Massimo Triggiani (Yatta Kong) e Serena Clerici (Baby Kong) (ed. italiana)
Coppia di robot dall'aspetto di gorilla vestiti da giocatori di football americano. Similarmente a Yatta Panda e Baby Panda della serie originale, agiscono in coppia. Sono stati creati dal padre di Gan, Tokubei, per essere rispettivamente guardie del corpo del re Brickin e del principe Playmon. I loro tonici sono delle banane (una matura per Kong, una acerba per Baby Kong) e i robot sorpresa vengono annunciati da Baby Kong che suona i piatti. Appaiono esclusivamente nel film.
Yatta Zero (ヤッターゼロ?, Yattā Zero)
Doppiato da: Koichi Yamadera (ed. giapponese), Massimo Triggiani (ed. italiana)
Robot simile a Yattacan, ma dall'aspetto più cupo, spigoloso e minaccioso. Viene commissionato a Tokubei Takada quando il principe Playmon desidera avere una replica di Yattacan tutta per sé, ma quando Tokubei abbandona il progetto in quanto non convinto della perfetta riuscita, questo viene ripreso dal ministro Pa Zol che lo altera per renderlo una macchina da guerra, ed è grazie all'aiuto di Boyakki che viene completato. A differenza di Yattacan non è armato con cannoni ad acqua e sferette del pachinko usate come proiettili, ma con effettivi mitragliatori, lanciamissili e lanciafiamme. Inizialmente riesce a distruggere Yattacan, ma successivamente, dopo essere stato riparato, Yattacan riesce ad avere la meglio sul suo duplicato. In quel momento viene fuori che anche Yatta Zero ha un cristallo della memoria contenente uno spirito di giustizia dentro di sé come Yattacan, e i due si fondono in Yatta King.

## Media

### Anime

#### Serie 1977
La serie originale è andata in onda su Fuji TV tra il 1º gennaio 1977 e il 27 gennaio 1979, per un totale di 108 episodi. Per gli episodi 1-58, la sigla di apertura è Yattaman no uta (ヤッターマンの歌?, Yattāman no uta, lett. "Il tema di Yattaman") di Masayuki Yamamoto, mentre la sigla di chiusura è Tensai Doronbo (天才ドロンボー?, Tensai Doronbō, lett. "Doronbo geniali") di Noriko Ohara, Jōji Yanami e Kazuya Tatekabe. Per gli episodi 59-108, la sigla di apertura è Yatterking (ヤッターキング?, Yattākingu) sempre di Yamamoto, mentre quella di chiusura è Dorobo no Shirake (ドロンボーのシラーケッ?, Doronbō no Shirāke) di Ohara, Yanami e Tatekabe.
In Italia è stata trasmessa per la prima volta su Rete 4 nel 1983 ed è stata poi riproposta numerose volte da diverse syndication e svariate televisioni locali sino alla metà degli anni '90. La serie è stata riproposta poi, diversi anni dopo, a pagamento sulle emittenti televisive Cooltoon e You&Me, mentre dal 3 ottobre 2016 al 28 dello stesso mese sono stati trasmessi in chiaro su Italia 2 i primi 20 episodi, trasmissione poi interrotta. La sigla italiana del cartone animato fu scritta da Riccardo Zara (che si servì, per la musica, di un suo precedente lavoro, Tommy e Huck, realizzato in origine per la sigla - poi scartata - della serie Tom Story) ed incisa dai suoi Cavalieri del Re sul singolo Yattaman/Mr. Baseball. A livello internazionale, l'anime è giunto anche in Spagna e in Polonia; tuttavia l'Italia è stato l'unico Paese a portare tutti gli episodi doppiati.

#### OAV 1994
Nel 1994 fu prodotta anche una serie OAV, Time Bokan - Le macchine del tempo. Nella prima parte si assiste a una gara tra i cattivi delle serie Time Bokan, vinta dal Trio Drombo, che quindi prende parte all'episodio successivo. Qui gli Yattaman sono sposati e vivono felici assieme, mentre il Trio torna a fare i suoi soliti imbrogli. A un certo punto, però, il dottor Dokrobei appare e dice che un pezzo della famosa pietra Dokrostone è finita nell'occhio della Statua del regno di Tatsunokkon. Il trio Drombo dunque si reca lì e, dopo qualche attimo di esitazione, vedendo anche degli strani personaggi, Boyakki capisce tutto: il regno di Tatsunokkon non è altro che la fabbrica di tutti i cartoni animati della Tatsunoko Production (la statua in questione è il cavalluccio marino bianco logo della casa produttrice). Prima di affrontare gli Yattaman, a bordo di un rinato Yatta Can, il Trio Drombo se la deve vedere con altri personaggi di vari anime trasmessi dalla Tatsunoko, tra cui Gatchaman, Tekkaman, Kyashan e Hurricane Polymar. In un'altra scena, il trio Drombo scaglia la Mach 5 del giovane protagonista di Superauto Mach 5 contro il dinosauro Guzura, facendo scappare anche Demetan e gli altri componenti de La banda dei ranocchi.

#### Serie 2008
A quasi 31 anni di distanza dalla serie precedente, un remake intitolato Yattermen! (ヤッターマン!?, Yattāman!), è andato in onda su YTV dal 14 gennaio 2008 al 27 settembre 2009, per un totale di 60 episodi. La storia è una rivisitazione dell'opera originale, con riferimenti più moderni per soddisfare i gusti del pubblico di fine anni 2000. Le sigle d'apertura sono variazioni di Yattaman no uta cantata rispettivamente da Saemon Onyakichi (ep. 1-10), ET-KING (ep. 11-17), Yuki Nishio (ep. 18-28), Nakano-Bujo Sisters (ep. 29-35) e Toshihiko Takamizawa (ep. 36-59), mentre nell'episodio finale è stata impiegata la versione originale di Yamamoto. Le sigle finali sono: diverge (lett. "divergenza") di mihimaru GT (ep. 1-10), Kaiki shitsushoku (皆既日蝕? lett. "Eclissi totale") di Juleps (ep. 11-17), Rensōkyoku (恋想曲? lett. "Canzone d'amore") di Manami Kurose (ep. 18-24), Ima (今? lett. "Ora") di ET-KING (ep. 25-28), Give Me Up (lett. "Mollami") di Nami Tamaki (ep. 29-35), Katsunda! (勝つんだ!? lett. "Ho vinto!") di Nakano-Bujo Sisters (ep. 36-48) e Zero kara hajimeru Story (ZEROからはじめるストーリー?, Zero kara hajimeru Sutōrī) di Wakaba (ep. 49-60). La serie del 2008, insieme a quella del 1977, è stata resa disponibile in Nord America via streaming tramite il servizio video Anime Sols di Yomiura Group a partire dalla primavera del 2013. Tuttavia, a causa di una campagna pubblicitaria fallimentare atta a finanziare l'uscita i DVD dedicati, la serie è stata presto rimossa dal sito, lasciando però una raccolta crowdfunding per il futuro.
Il 22 agosto 2009 è uscito in Giappone un film anime ambientato nella continuità della serie televisiva del 2008, intitolato Yatterman The Movie: Sfida nel regno dei giocattoli (ヤッターマン 新ヤッターメカ大集合!オモチャの国で大決戦だコロン!?, Yatterman: Shin Yatter Mecha daishūgō! Omocha no kuni de daikessen da koron!, lett. "Yatterman: Tutti i nuovi YatterMecha assemblati! Grande battaglia decisiva nel Regno dei Giocattoli!") e diretto da Masakazu Hishida. La pellicola ha debuttato alla decima posizione incassando 702.155 $ venendo proiettato in 210 sale. 
Il remake della serie è giunto in Italia nel 2016 su Man-ga in versione sottotitolata in italiano. Nel mese di agosto 2016, i primi quattro episodi sono stati trasmessi in una versione alternativa chiamata "Vintage Edition": tale versione presenta sottotitoli diversi da quelli della messa in onda originale, che usano i nomi dell'adattamento italiano della serie originale e hanno un adattamento che riscrive molti dialoghi per inserire riferimenti alle serie precedenti e alla cultura popolare italiana, in maniera simile a quanto fatto con la serie Calendar Men. Il 17 dicembre 2021, Yamato Video ha annunciato il doppiaggio italiano della serie del 2008, che è stata pubblicata sul canale Anime Generation di Prime Video a partire dal 16 maggio 2022, con tre episodi ogni lunedì, fino alla sua conclusione avvenuta il 26 settembre 2022. La serie segna uno degli ultimi doppiaggi di Giovanni Battezzato (voce di Dokurobeh) prima della sua morte, avvenuta due mesi prima dell'inizio della pubblicazione del remake. Il film è uscito invece in Italia dapprima su Now a luglio 2022 e successivamente su Prime Video il 19 settembre dello stesso anno.
L'edizione italiana di questa serie, già nella versione sottotitolata, è priva di 5 episodi. Si tratta degli episodi 3, 5, 19, 21 e 23: tali episodi infatti presentavano parodie esplicite di film americani e celebrità che probabilmente per la trasmissione occidentale sarebbero state considerabili violazioni di copyright, anche se non ci sono versioni ufficiali sulla questione.. Inoltre, un episodio speciale di durata doppia originariamente considerato fuori serie è stato integrato alla serie nell'edizione italiana, portando quindi il totale a 56 episodi.

#### Yoru no Yatterman
Una serie televisiva del 2015, Yoru no Yatterman, è andata in onda in Giappone dall'11 gennaio al 29 marzo 2015, per celebrare il 40º anniversario del franchise Time Bokan. La serie si svolge diversi anni nel futuro e segue i discendenti della banda Doronbo mentre combattono contro gli Yattermen, che sono diventati corrotti. In Nord America la serie è stata concessa in licenza a Funimation, che l'ha trasmessa in simulcast. In Italia è inedita.

### Live-action
Il 10 aprile 2007, la Nikkatsu Corporation ha accettato di produrre due film live-action basati su due famose serie di anime degli anni '70: Yattaman e Gatchaman.
Le riprese sono iniziate il 27 marzo 2008 e si sono concluse alla fine di maggio dello stesso anno. Il film è stato diretto da Takashi Miike mentre il character e il mecha design sono stati curati da Katsuya Terada, che ha lavorato precedentemente a Blood: The Last Vampire e Cutie Honey. Il film è uscito nelle sale nipponiche il 7 marzo 2009 ed è diventato il miglior film giapponese al botteghino nella sua prima settimana. In Italia è stato proiettato per la prima volta il 2 maggio 2009 in occasione del Far East Film Festival di Udine in versione sottotitolata. La versione localizzata in lingua italiana è stata poi distribuita presso alcune sale cinematografiche da Officine UBU il 28 gennaio 2011, e l'adattamento è avvenuto in collaborazione con il fan club italiano Newbokan, utilizzando (in accordo con il produttore) un adattamento fedele alla terminologia della prima serie animata. Nel Regno Unito è stato distribuito solo l'etichetta Eureka direttamente in DVD e Blu-ray il 21 maggio 2012. In Nord America invece è uscito tramite Discotek Media nel corso del 2013.

### Videogiochi
Dalla serie sono stati tratti diversi videogiochi per svariate piattaforme. Il primo di questi è NEW Yatterman: Nandai kandai yajirobe (NEWヤッターマン 難題かんだいヤジロベエ?) reso disponibile per Super Famicom il 22 marzo 1996. Un secondo titolo, Yattaman: Time Bokan (タイムボカンシリーズ ボカンですよ?, Taimu Bokan Shirīzu Bokan desuyo, lett. "Time Bokan Series Bokan"), ovvero uno sparatutto bidimensionale per la console PlayStation è uscito sia in Giappone il 12 marzo 1998 che in Italia il 10 giugno 2001. Quest'ultimo rappresenta anche l'unico titolo reso disponibile al di fuori del Giappone. Un gioco per cellulari sviluppato da Hudson Soft è stato poi lanciato nel 2003.
Due titoli per Nintendo DS basati sulla serie del 2008, Yatterman DS: Bikkuri dokkiri daisakusen da koron (ヤッターマンDS ビックリドッキリ大作戦だコロン? lett. "Yatterman DS: La grande operazione da brivido") e Yatterman DS2: Bikkuri dokkiri Animal daibōken (ヤッターマンDS2 ビックリドッキリアニマル大冒険?, Yattāman DS2: Bikkuri dokkiri Animaru dai bōken, lett. "Yatterman DS2: La grande avventura da brivido animale") sono usciti rispettivamente nell'aprile e nell'ottobre 2008, seguiti da un titolo per Wii, Yatterman Wii: Bikkuri dokkiri Machine de Takeshi Race da koron (ヤッターマンWii ビックリドッキリマシンで猛レースだコロン?, Yattāman Wī: Bikkuri dokkiri Mashin de Takeshi Rēsu da koron, lett. "Yatterman Wii: L'emozionante gara di macchine Takeshi"), pubblicato l'11 dicembre 2012.
Yatta1 e Doronjo (quest'ultima assistita da Boyakki e Tonzula) appaiono come personaggio giocabili nel picchiaduro crossover Tatsunoko vs. Capcom: Ultimate All Stars pubblicato da Capcom in Giappone per Wii nel 2008. Una versione aggiornata, Tatsunoko vs. Capcom: Cross Generation of Heroes, resa disponibile a livello internazionale nel 2010, aggiunge Yatta2 come personaggio giocabile. I doppiatori di Doronjo, Boyakki e Tonzula riprendono i rispettivi ruoli, mentre Yatta1 e Yatta2 sono doppiati rispettivamente da Eri Kitamura e Emiri Katō.
Nello sparatutto in prima persona Counter-Strike: Global Offensive è presente una versione sbloccabile del fucile AUG chiamata "Akihabara Accept" la quale recita la parola "Yatta!" alla fine della sua descrizione.

## Omaggi e citazioni
La serie di Yattaman è diventata così amata e popolare in Giappone da essere citata in altre serie animate e fumetti. Qualche esempio:
- Nadia - Il mistero della pietra azzurra (Fushigi no umi no Nadia): in questa celebre serie dello studio Gainax quelli che sembrano essere i cattivi principali sono decisamente una versione steampunk del Trio Drombo, dall'aspetto dei membri fino alla loro abitudine di spostarsi su un singolare mezzo meccanico (il Gratan). Grandis ("Rebecca" nella versione italiana), Sanson (Sansone) e Hanson sono molto fedeli nello spirito al terzetto dei cattivi di Yattaman, con le dovute differenze: la donna è rossa di capelli anziché bionda, invece dei due aiutanti stavolta è lo smilzo ad essere forzuto e aggressivo mentre quello robusto fa la parte del genio della meccanica.
- One Piece: Monkey D. Rufy e la sua ciurma si scontrano con il pirata "Foxy la volpe argentata", che li costringerà a partecipare a una particolare serie di prove. Foxy ha una marcata somiglianza con Boyakki (soprattutto nella forma del viso e del naso più che nel carattere), mentre fra i membri della sua ciurma vi sono un omone enorme e scimmiesco e una bellona dai capelli azzurri e tipico naso a punta.
- Abenobashi - Il quartiere commerciale di magia (Abenobashi Maho Shotengai): vi sono dei piccoli ma simpatici riferimenti a Yattaman in questo anime dello studio Gainax trasmesso su MTV Italia nel 2005.
  - Nell'episodio 8 Arumi, la giovane protagonista femminile, per distruggere il mondo ispirato alle simulazioni d'appuntamento in cui si è ritrovato Sasshi (il protagonista maschile) aziona una serie di satelliti armati di laser orbitanti intorno alla Terra premendo un pulsante: detto pulsante sfoggia il simbolo del Trio Drombo (un teschietto rosso) ed è identico al pulsante dell'autodistruzione che a volte si trova sulla plancia di comando dei robot costruiti da Boyakki. Nello stesso episodio, il piano le si ritorce contro e i laser finiscono per colpire il furgone superaccessoriato da cui comandava i satelliti: l'esplosione che risulta è identica alle esplosioni (una via di mezzo tra un teschio e un fungo atomico) generate dalla distruzione dei robot del Trio Drombo.
  - Nell'episodio 10, Sasshi sfoggia una veste da onmyoji (sorta di stregone/divinatore della mitologia giapponese) e per dimostrare che è "double-face" ne balza fuori facendola rivoltare ed entrando nella veste così rivoltata: esattamente come fanno gli Yattaman per entrare nei loro costumi da battaglia.
  - Nell'episodio 3, invece, appare lo Yatta Pelikan.
- Non va dimenticato che nel 1977, stesso anno di uscita di Yattaman, la casa di produzione Tatsunoko utilizza personaggi simili a Miss Dronio e Tonzura nella serie animata di ambientazione automobilistica Flying Dragon, mettendoli nelle vesti di appartenenti a uno dei team rivali di quello del protagonista. Inoltre, la serie del 1982 Muteking, sempre della Tatsunoko, si rifà ampiamente al canovaccio di Yattaman, sia per quanto riguarda i personaggi, sia per le trame degli episodi.
- Nell'anime e manga Nana, la protagonista paragona a Miss Dronio un'ipotetica ragazza che farebbe la corte al suo fidanzato.
- Mario: Boyakki e Tonzula sono stati usati come modello rispettivamente per i personaggi di Waluigi e Wario. Il personaggio del Caposquadra Spike da Wrecking Crew è anch'esso ispirato a Boyakki, fatto reso ancora più evidente dal suo nome originale giapponese che è Burakki.
- Pokémon: le uscite di scena esplosive del Team Rocket nell'anime Pokémon sono state ispirate dal Trio Drombo. Nella serie di Sole e Luna, in una puntata dal robot pilotato dal trio esce uno Stufful che scala un Exeggutor di Alola, imitando il classico maialino.
- Samurai 7: in una puntata un dottore che aiuta un robot a riparare un suo braccio meccanico è la copia esatta di Boyakki.
- Flint a spasso nel tempo: Petra Fina e i suoi due scagnozzi sono simili al Trio Drombo.
- Nel videogioco God Hand, alcuni avversari che il protagonista affronta sono chiaramente il Trio Drombo: una ragazza vestita di rosso, un corpulento vestito di blu ed uno smilzo vestito di verde.
- Nella serie di sparatutto Gunbird, in entrambi i giochi è presente un trio di nemici (i Trump nel primo capitolo e i Queen of Pirates nel secondo) che non solo sono ispirati nell'aspetto fisico al Trio Drombo, ma ne condividono anche i doppiatori originali.
- Devilotte, antagonista del gioco Cyberbots: Full Metal Madness, è fiancheggiata da due sgherri (lo scienziato massiccio Dave e il mago mingherlino Xavier). La formazione, teoricamente ripresa da quella di Alena e i suoi due guardiani da Dragon Quest IV: Le cronache dei prescelti, è tuttavia esteriormente più simile al Trio Drombo, al punto che Xavier è doppiato da Joji Yanami, lo stesso doppiatore di Boyakki. Tale somiglianza viene fatta notare nel finale di Miss Dronio in Tatsunoko vs. Capcom, in cui il Trio Drombo accusa Devilotte e compagni di plagio.